# ترخس أرمني
ترخس أرمني (الاسم العلمي:Trechus armenus) هو نوع من الحشرات يتبع جنس الترخس من فصيلة الخنافس الأرضية.